# Don’t Judge Me
«Don’t Judge Me» — песня американского певца Криса Брауна, выпущенная 14 августа 2012 года лейблом RCA Records в качестве пятого и последнего сингла со студийного альбома Fortune. Композиция была написала самим певцом совместно музыкантами Адамом Месингером, Нэсри и Марком Пеллиззэром, продюсером выступила команда под названием The Messengers. 14 августа 2012 года песня была отправлена на радиостанции формата Urban contemporary. «Don’t Judge Me» является балладой среднего темпа, в которой певец просит прощение «за свою прошлую бестактность» и «предлагает двигаться дальше». Текст песни имеет отсылки к прошлым отношениям с американской моделью Каруеши Тран и барбадосской певицей Рианной.

## Чарты
| Недельные чарты (2012)                     | Высшее место |
| ------------------------------------------ | ------------ |
| Австралия (ARIA)                           | 42           |
| Австрия (Ö3 Austria Top 40)                | 66           |
| Бельгия/Фландрия (Ultratip Bubbling Under) | 2            |
| Бельгия/Валлония (Ultratip Bubbling Under) | 25           |
| Франция (SNEP)                             | 22           |
| Германия (GfK)                             | 38           |
| Венгрия (Single Top 40)                    | 10           |
| Великобритания (OCC UK Hip Hop/R&B)        | 7            |
| Великобритания (OCC UK Singles)            | 42           |
| США (Billboard Hot 100)                    | 67           |
| США (Billboard Hot R&B/Hip-Hop Songs)      | 18           |
| US Hot R&B/Hip-Hop Airplay (Billboard)     | 3            |
| США (Billboard Rhythmic)                   | 36           |
| US Adult R&B Songs (Billboard)             | 39           |